# Каленик Мишкович
Каленик Мишкович — руський боярин першої половини XV століття, прародитель Тишкевичів. Під час династичної війни у ВКЛ належав до прибічників великого князя литовського й руського Свидригайла Ольгердовича.       

## Життєпис
Він походив, либо́нь, з Чернігово-Сіверщини, де його предки осіли найпізніше у кінці  XIV сторіччя, тоді як нащадки вже цілком лічились київськими зем'янами. Судячи по патронімові, Каленик був сином незвісного ближче боярина Михайла (Мишка чи пак Миська), котрий значиться другим в записі про «род пана Калениковича и пани єго» з синодика Києво-Печерського монастиря, складеного межи 1483 та 1526. На думку дослідниці Наталії Яковенко, згаданий у нім Климентій є хрещеним ім'ям Каленика, а названа слідом Огрефіна — дружиною; на противагу їй польський історик Анджей Земба вказує на розрізнення руським ономастиконом обидвох ймень.   
Укладачі гербівників, передовсім Шимон Окольський, який у своїй роботі покликавсь на документи з «архіву Тишкевичів», зазначають, що Каленик служив господарю «за голову до ради й десницею к війні», 1434 року обняв уря́д намісника путивльського і звенигородського (Praefectus Putiulensis atque Zninogrodensis), а зарівно «маршалка великого князя», хоча остання звістка видається геть легендарною.   
Подля дарчої грамоти Свидригайла від 17 жовтня 1437, виданої у Києві, за «верную а нигды не опущеную» службу боярин одержав чималий комплекс земель (невповні локалізованих, зокрема через розбіжності в текстах двох її публікацій). Йдеться про: село Бурківці, слободища близь Звягеля, а саме Межиєвичі (Михеєвичі), Ходорковичі й Тейковичі у Житомирськім повіті, а в Овруцькому — с. Остаф'єво на річці Норинь, Валковичі, Демидковичі та Дмитрієвича діти на Хвосниці, а під м. Полонним — Вищикусовичі й Плище на усті Кам'янки зі Случчю. Окрім того, за твердженням історика Павла Клепацького, 1438 року йому були пожалувані обширні володіння над ріками Гнилоп'яттю і Гуйвою, т. зв. Слободищенська волость (Слободище, Бердичів, Сільце, Чортолісці, Рудники, Бернавка), втім відповідний акт, спімнутий 7 жовтня 1593 р. в інвентарі маєтностей Тишкевичів-Логойських у Житомирському повіті, не вцілів. 
Оскільки нащадки Каленика Мишковича користалися гербом «Леліва», ще Владислав Семкович висловив здогад, що його він міг запозичити в 1432–40 роках од Івана Монивидовича, чий отець прийняв цей герб за Городельською унією. Своє чергою, Олег Однороженко схиляється до думки, що боярин послуговувався самобутнім знаком, який склався на місцевім ґрунті й був позбавлений помітних зовнішніх впливів. Спроби зв'язати його прийняття із Трокським привілеєм Жиґимонда Кейстутовича 1434 р. не виглядають переконливими.  
Достоту невідомо, чи зберіг Каленик свої уряди в 1440-х, чи був усунений від намісництва кн. Олельком Володимировичем.   

### Родина
Мав братів Андрія, Павла і Єська. По собі лишив:   
- Івана (?), жонатого із кн. Агафією Іванівною Глинською, яка згодом постриглась у черниці під іменем Гафтелини й 1500 р. відписала с. Гатне київському Пустинно-Микільському монастирю[19][20].
- Каленика, згадуваного джерелами в 1457/58–88 годах, зосібна як суддя «по приказанью господаря нашаго, князя Семена Олександровича, отчича киевского»[21][22]. Від його сина Тишка і походить шляхетський рід Тишкевичів.

Володимир Собчук доводить, що Сенько, Дашко і Федько Калениковичі, що їх історики раніше вважали синами Мишковича, насправді належать до однойменного роду вірменського походження із Львівської землі. 
Мав померти до 20 серпня 1450.

### Вшанування пам'яті
З 2016 року ім'ям нобіля зветься один із провулків Звенигородки, перед тим — пров. Сидора Ковпака.   

## Завваги
1. ↑  Андрій Мишкович (лат. Andream Miskowicz, ст.-укр. пан Андрей Мишкович) — коморник Свидригайла (1433), посол до Ягайли (1433)[17]. Востаннє зринає як свідок Свидригайлового надання с. Храпино в Туровському повіті конюшому короля, панові Гриньку (24 вересня 1451)[9].
2. ↑  Єсько Мишкович (лат. Iosskoni Mikowicz, Yoskoni, Yesko camerarius vestre fraternitatis) — коморник Свидригайла (1435), посол до Сигізмунда Люксембурзького літом 1435 й до тевтонського великого магістра, — ймовірно, наприкінці 1436. В другій половині 1440-их рр. дістав від Казимира Ягеллончика с. Красний Двір в Мстиславському князівстві, конфіскований у Юрія Лугвеновича[18].
3. ↑  Обіймав при Свидригайлі уряди підскарбія та підканцлера (зг. 1446–52). Останній раз подибується 1470 року свідоком угоди Ванька Джусича Кирдієвича, каштеляна холмського, зі своїм племінником Олехном Юрійовичем[23][24].